# Louis Van Kuyck
Pour les articles homonymes, voir Van Kuyck.
Louis Van Kuyck, né à Anvers, le 4 août 1821 et mort dans la même ville, le 3 juillet 1871, est un peintre belge.
Son champ pictural, couvre essentiellement les représentations animalières et les scènes de genre. Il obtient une médaille d'or au Salon de Bruxelles de 1866. Ses œuvres sont notamment conservées aux Musées royaux des Beaux-Arts de Belgique, au Musée royal des Beaux-Arts d'Anvers et à la Neue Pinakothek à Munich.

## Biographie

### Famille
Louis (Jean Louis) Van Kuyck, né à Anvers le 4 août 1821, est le fils d'Antoine Van Kuyck (1779-1834), né à Oosterhout aux Pays-Bas, fondeur en cuivre, et de Barbe Van Audenaeren (1783), née à Neerhespen, mariés à Anvers le 5 décembre 1810. Il épouse à Anvers en 1851 Marie Thérèse Lamorinière (1829-1899), sœur du peintre François Lamorinière. Le couple a trois enfants, parmi lesquels l'artiste peintre Frans Van Kuyck (1852-1915), grand-père de l'architecte Hugo Van Kuyck (1902-1975).

### Formation
Louis Van Kuyck, orphelin de père à l'âge de treize ans, est admis comme apprenti auprès d'un horloger. Le métier ne lui convenant guère, en raison de sa santé devenue délétère. Les médecins préconisent que l'adolescent s'établisse en milieu rural. À la campagne, il commence à s'adonner au dessin, sa nouvelle passion. Un ami de la famille conseille de laisser le jeune artiste en devenir se former de manière académique. À partir de 1837, Louis Van Kuyck est étudiant à l'Académie royale des beaux-arts d'Anvers, sous la direction de Mathieu-Ignace Van Brée. Après la mort de ce dernier, en 1839, Louis Van Kuyck se forme lui-même et fréquente l'atelier de Gustave Wappers.

### Carrière
Louis Van Kuyck expose pour la première fois au Salon d'Anvers de 1843, puis, durant près d'une décennie, n'est plus présent aux salons triennaux belges. En 1852, sa carrière prend une nouvelle direction et un nouvel essor, lorsque Gustave Wappers choisit, à la demande de la reine Victoria, Louis Van Kuyck comme artiste désigné pour représenter la ferme dans laquelle la souveraine britannique avait été accueillie près de Terneuzen après une tempête, où son navire avait dû jeter l'ancre dans l'Escaut. Accompagné par sa femme, le peintre se rend sur les lieux pour tracer les esquisses de la commande royale. Il réalise également un album de dessins offert à la reine. La même année, il expose de nouveau au Salon d'Anvers, puis à quinze salons triennaux belges et à trois Expositions des maîtres vivants à La Haye,.
Au Salon de Bruxelles de 1863, le gouvernement acquiert La Belle écurie de Louis Van Kuyck afin de l'envoyer au musée des beaux-arts. Au Salon de Bruxelles de 1866, grâce à sa toile Intérieur d'écurie aux environs d'Anvers, il obtient une médaille d'or. À l'issue du Salon de Bruxelles de 1869, Louis Van Kuyck est élevé au rang de chevalier de l'ordre de Léopold.
En 1871, François, le fils de Louis Van Kuyck, contracte le typhus et en guérit. En revanche, après avoir prodigué des soins au jeune homme, Louis Van Kuyck est également atteint par la maladie. Il meurt, à l'âge de 49 ans, rue de Herentals, no 62 à Anvers, le 3 juillet 1871.

## Œuvre

### Caractéristiques
Son champ pictural couvre initialement les scènes de genre comme, en 1843, Fransken faisant le portrait de sa grand-mère, d'après Comment on devient peintre, nouvelle de Hendrik Conscience, ou en 1851 La Surprise. 
Ensuite, à partir de 1852, Louis Van Kuyck se consacre essentiellement aux représentations animalières. Il peint des intérieurs d'écuries et d'étables, où figurent de nombreux animaux, marquant une prédilection pour les chevaux qu'il représente avec compétence dans des compositions agréables à voir. Excellent coloriste et dessinateur, ses œuvres sont réputées.
Signe : Louis Van Kuyck

### Galerie

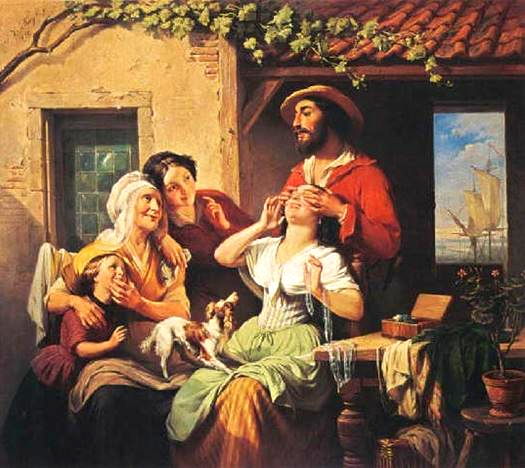
La Surprise (1851).
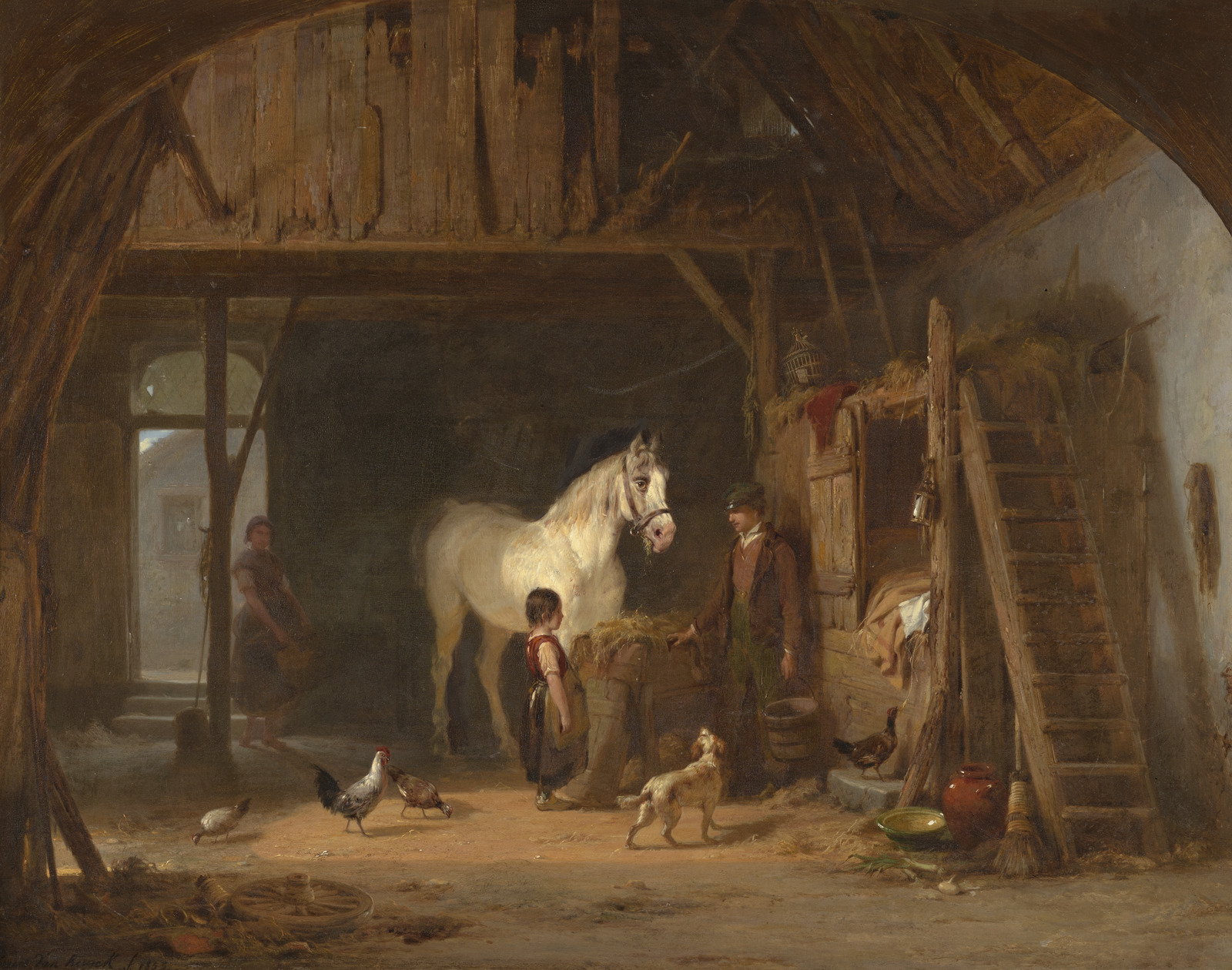
Intérieur d'écurie .
Le Départ pour les champs (1870), Musée royal des Beaux-Arts d'Anvers.
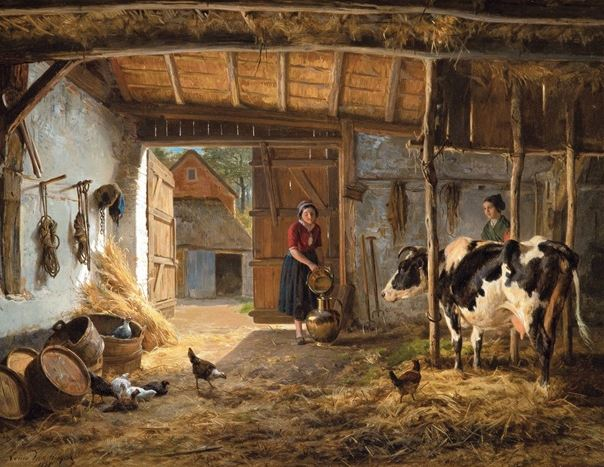
Intérieur d'étable (1858) .

### Expositions

#### Belgique
- Salon d'Anvers de 1843 : Fransken faisant le portrait de sa grand-mère, d'après Comment on devient peintre, nouvelle de Hendrik Conscience[10].
- Salon d'Anvers de 1852 : deux toiles représentant un Intérieur d'écurie[5].
- Salon de Bruxelles de 1854 : Intérieur d'écurie (acquis pour la loterie)[11].
- Salon d'Anvers de 1855 : Intérieur d'écurie et Intérieur de ferme[12].
- Salon de Gand (XXIIIe) de 1856 : Intérieur d'une métairie[13].
- Salon de Bruxelles de 1857 : Intérieur d'étable et Basse-cour de ferme[14].
- Salon d'Anvers de 1858 : Intérieur d'écurie[15].
- Salon de Gand (XXIVe) de 1859 : Une basse-cour et L'Entrée d'une ferme flamande[16].
- Salon de Bruxelles de 1860 : Intérieur de cour d'un maréchal-ferrant[17].
- Salon d'Anvers de 1861 : Intérieur d'écurie, aux environs d'Anvers[18].
- Salon de Bruxelles de 1863 : Écurie et chevaux, environs d'Anvers (acquis par le gouvernement) et Le Retour à la campagne[19].
- Salon d'Anvers de 1864 : Intérieur d'écurie aux environs d'Anvers[20].
- Salon de Gand (XXVIe) de 1865 : Intérieur d'étable[21].
- Salon de Bruxelles de 1866 : Intérieur d'écurie aux environs d'Anvers (médaille d'or)[22].
- Salon d'Anvers de 1867 : Écurie d'auberge aux environs de Lierre[23].
- Salon de Bruxelles de 1869 : Intérieur d'écurie.
- Salon d'Anvers de 1870 : Départ pour les champs et Intérieur d'écurie[24].
- Salon de Bruxelles de 1872 (posthume) : Chevaux à la prairie, Départ pour les champs et Cheval à l'écurie[25].

#### Pays-Bas
- Exposition des maîtres vivants à La Haye en 1857 : Le Taureau en liberté[6].
- Exposition des maîtres vivants à La Haye en 1859 : Une écurie aux environs d'Anvers[6].
- Exposition des maîtres vivants à La Haye en 1863 : Le Retour des champs[6].

### Collections muséales
- Musées royaux des Beaux-Arts de Belgique (Bruxelles) : Écurie d'une ferme flamande (1864), huile sur bois, inventaire no 2552, format 88 × 125cm, acquis en 1873[26].
- Musée royal des Beaux-Arts d'Anvers :
  - Le Départ pour les champs (1870), huile sur bois, format 56,5 × 79,5 cm, inventaire no 1156[27].
  - Intérieur d'étable (1865) huile sur toile, format 46 × 60,5 cm, inventaire no 1157[27].
  - Objets personnels du peintre : pinceaux, pipe, porte-crayons, palette de bras, support pour matériel de dessin et pochette à tabac[27].
- Neue Pinakothek à Munich : un tableau de 1852[28].

## Honneur
- Chevalier de l'ordre de Léopold (9 novembre 1869)[29].